# Pies grandes
Pies grandes (italiano: Piedone a Hong Kong; también conocida como Brigada de narcóticos, según la voz en off en una versión doblada, o Zapatones en Hong Kong) es una película de comedia policiaca de 1975 dirigida por Steno y protagonizada por Bud Spencer. 
Es la segunda película de la saga del comisario Rizzo alias "Zapatones" o "Piedone" en la versión original. Le precedieron El súper poli (1973) y le siguieron ¡Puños fuera! (1978)" y Zapatones (1980).

#### Título original y traducción
La traducción aproximada del título original en italiano Piedone a Hong Kong al español sería: Pies grandes en Hong Kong o Pie grande en Hong Kong. Pero siguiendo con la traducción castellana de "Piedone" en la saga, sería: Zapatones en Hong Kong. Por otro lado, su apodo en inglés "flatfoot" en realidad se traduciría como "pie plano".

## Sinopsis
La policía se prepara para atrapar al capo de la droga de Nápoles. El plan fracasa y Rizzo (Bud Spencer) decide interrogarlo por última vez, pero cuando llega, el capo ha sido asesinado. Rizzo es acusado del asesinato y decide investigar la llegada de un miembro de la mafia italoamericana, Frank Barella (Al Lettieri). La información proporcionada por Barella y Ferramenti (Dominic Barto) hace creer a Rizzo que hay un topo en el departamento de policía y, por lo tanto, debe viajar al Lejano Oriente para averiguar quién es. Mientras recorreTailandia, Hong Kong y Macao, Rizzo se encuentra con Barella, lo que le lleva a sospechar quién es el jefe de policía corrupto.

## Reparto
- Bud Spencer como el comisario Rizzo ('Flatfoot'/'Zapatones'/'Piedone')
- Al Lettieri como Frank Barella
- Robert Webber como Sam Accardo
- Enzo Cannavale como Caputo
- Enzo Maggio como Gennarino
- Nancy Sit como Makiko
- Daygolo como Yoko
- Francesco De Rosa como Manos de oro.
- Renato Scarpa como Inspector Morabito
- Roberta Paladini como Gitana
- Chaplin Chang como Chang Li
- Dominic Barto como Tom Ferramenti
- Ester Carloni como Assunta, vendedora de tabaco

## La saga del comisario Rizzo 'Piedone'('Pies grandes'-'Zapatones')
- El súper poli (Piedone lo sbirro, 1973)
- Pies grandes (Piedone a Hong Kong, 1975)
- ¡Puños fuera! (Piedone l'africano, 1978)
- Zapatones (Piedone d'Egitto, 1980)
- Piedone - Uno sbirro a Napoli (2024) – spin-off televisivo